# Verbraucherjournalistenpreis
Der Verbraucherjournalistenpreis ist ein Journalistenpreis, der seit 2010 vom Markenverband verliehen wird. Er stand unter der Schirmherrschaft von Alt-Bundespräsident Roman Herzog, Ideengeberin und Initiatorin ist Julia Klöckner.

## Beschreibung
Die Preisträger werden für besondere Leistungen in der Verbraucherinformation mit Beiträgen in Printmedien, seit 2015 auch in einer Kategorie für Rundfunk ausgezeichnet, die Verbrauchern komplexe Fragestellungen eingängig erläutern und Wissensgrundlagen vermitteln.
Auf diese Weise sollen Verbraucher für ihre Entscheidungen mündig gemacht und unterstützt werden. Die Preisträger sollen komplizierte Fragestellungen von alltagsrelevanter Themen aus Sicht des Verbrauchers umfassend und gut verständlich erläutert haben. Dabei sollen nach einer gründlichen Recherche besonders allgemeinverständliche und kurze sowie originelle Darstellungen geboten worden sein, die zusätzlich auch graphisch gut aufbereitet wurden.
Der Preis war bis 2013 insgesamt mit 17500 Euro dotiert, wobei 10000 Euro auf den ersten Preis, 5000 auf den zweiten Preis und 2500 Euro auf den dritten Preis fielen. Seit 2015 werden zwei Preisträger mit jeweils 10000 Euro berücksichtigt.

## Jury
In der Jury haben unter anderem folgenden Personen mitgewirkt:
- Gerd Billen, Vorstand vom Verbraucherzentrale Bundesverband
- Barbara Brandstetter, Hochschule Neu-Ulm
- Christoph Fasel, SRH Hochschule Calw
- Julia Klöckner, MdB
- Lucia Reisch, Copenhagen Business School
- Jörg Schillinger, Dr. August Oetker KG
- Siegfried Quandt, Präsident Deutscher Fachjournalistenverband
- Miriam Stegherr, Pressesprecherin vom Verbraucherzentrale Bundesverband
- Werner Zedler, Chefredakteur Guter Rat

## Preisträger
Die bisherigen Preisträger waren:
- 2010 – Leitthema: „Finanzkrise – Erkenntnis- und Beratungschancen“[3]
  - 1. Platz: Michael Höfling: „Was will der Berater wirklich“ (Welt am Sonntag)
  - 2. Platz: Martin Eisenlauer, Cordula Posdorf, Holger Karkheck, Michael Quandt, Niels Starnick, „Die 50 besten Geldtipps in der Krise“ (Bild am Sonntag)
  - 3. Platz: Karsten Seibel: „Welche Beratung rechnet sich?“ (Welt am Sonntag)

- 2011 – Leitthema: „Dschungel Gesundheitssystem  –  wie behält der Verbraucher den Überblick, mit den Schwerpunkten: was leistet meine Krankenkasse, wann lohnt sich der Wechsel, wann lohnen sich Zusatzversicherungen?“[4]
  - 1. Platz: Ilona Hermann: „7 Rezepte zum Sparen“ (Guter Rat)
  - 2. Platz: Thomas Schickling: „In Guten Händen“ (Focus Money)
  - 3. Platz: Alina Fichter: „Raus aus der Teuerungsfalle“ (Süddeutsche Zeitung)

- 2012 – Leitthema: „Sicherheit im Netz – von Betrugsfallen bis Datenschutz. Wie bewege ich mich als Verbraucher sicher im Internet?“[5]
  - 1. Platz: Simone Vintz und Peter Knaak: „Ausgespäht – Datenschutz bei Apps“ (test)[6]
  - 2. Platz: Cordula Posdorf und Martin Eisenlauer: „So schütze ich mein Ich im Internet“ (Bild am Sonntag)
  - 3. Platz: Rainer Nolte: „Zahltag – welche Zahlungsart passt am besten zu mir?“ (Kölner Stadtanzeiger)

- 2013 – Leitthema: „Energiewende – Perspektiven und Probleme für den Verbraucher“[7]
  - 1. Platz: Yves Demuth: „Etikettenschwindel beim Ökostrom“, (Schweizer Verbrauchermagazin saldo)
  - 2. Platz: Sandra Markert: „Billigstrom kann teuer werden“ (Stuttgarter Nachrichten)
  - 3. Platz: Philipp Wurm: „Auferstanden aus Ruinen“ (Wirtschaftsmagazin enorm)

- 2015 – Leitthema „Eigenheimfinanzierung“[2]
  - Kategorie TV/Radio: Daniel Mauke: „Immobilienrausch“ (Hessischer Rundfunk)
  - Kategorie Print: Markus Hinterberger, „Umstrittene Klassiker“ (Euro am Sonntag)

- 2017 – Leitthema „Gesundheit im Alltag – Ernährung, Bewegung, Stressbewältigung“[8]
  - Kategorie TV/Radio: Claus Hanischdörfer: „Sind Männer Gesundheitsmuffel“ (Südwestrundfunk)
  - Kategorie Print/Online: Daniela Stohn, Anna Ort-Gottwald und Antje Kunstmann, „Neue Brigitte Diät“ (Brigitte)

- 2018 – Leitthema „Verbraucherrechte beim Onlinekauf“[9]
  - Kategorie TV: Judith Langasch und Kenny Lang, „Heute konkret – helpline“ (ORF)
  - Kategorie Print/Online: Alexandra Alferi und Florian Kolf, „Wie man sich vor Fake-Shops schützt“ (Handelsblatt Online)

- 2019 – Leitthema „Verbraucherrechte bei Reise und Urlaub“[10]
  - Kategorie TV: Johanna Schilling, „WISO Tipp Flugverspätungen“ (ZDF)
  - Kategorie Print/Online: Eva Mühlberger, „Was sich bei Urlaubsbuchungen jetzt ändert“ (Kronen Zeitung)